# Глухонімота
Глухонімота́ (лат. surdomutismus) — вроджена або набута в ранньому дитинстві глухота, що супроводжується відсутністю мовлення через порушення голосового апарату. Може бути наслідком такої вушної вади, як зрощення слухових кісточок (synotia), але в цьому випадку  порушення слуху — за кондуктивним типом (тобто проблема в апарату звукопроведення, а не звукосприйняття).
Чимало людей, які мають глухонімоту, опановують комунікацію, використовуючи слуховий апарат, читання по губах та/або жестову мову.
З-поміж захворювань, пов'язаних з ураженням органу слуху, глухонімота, що розвинулася в дитинстві (або є вродженою), завжди дає право на встановлення III групи інвалідності.

## Вроджена глухонімота
Вроджена глухота у людини часто спричиняє невміння розмовляти (тобто глухонімоту). Вроджена глухонімота спостерігається, коли дитина народжується глухою й надалі не може повноцінно навчитися говорити. Втрата слуху в ранньому дитинстві або ураження мозку призводять до набутої глухонімоти.